# Gilgenbach
Gilgenbach ist eine ehemalige Gemeinde im Landkreis Ahrweiler, die seit dem 7. November 1970 ein Ortsteil der Gemeinde Leimbach bei Adenau ist.
In Gilgenbach steht eine im Jahr 1749/50 erbaute Kapelle, welche zu Ehren des heiligen Laurentius errichtet wurde und in den 1990er-Jahren renoviert wurde. Außerdem ist in Gilgenbach die Rochuskapelle zu finden.
Namentlich wurde Gilgenbach erstmals um 1163 in einem Brief Konrad von Gilgenbachs erwähnt. Im Jahr 1830 existierte eine Schule in Gilgenbach, welche jedoch nach der Eröffnung der Schule in Leimbach geschlossen wurde. Bis zum Jahr 1972 gingen Schüler aus Leimbach, Gilgenbach und Adorferhof in Leimbach zur Schule. Seit der Auflösung der Volksschule im Jahr 1972 werden die Kinder in den Schulen der Stadt Adenau unterrichtet.